# Motaz Azaiza
Motaz Hilal Azaiza (en árabe: معتز هلال عزايزة‎; nacido en 1998 o 1999) es un fotoperiodista palestino radicado en la Franja de Gaza, Palestina.

## Primeros años y educación
Azaiza se crio en el campo de refugiados de Deir al-Balah. Estudió en la Universidad de al-Azhar de Gaza, donde se graduó en 2021 con una licenciatura en Estudios ingleses.  Azaiza es empleado de la Agencia de Naciones Unidas para los Refugiados de Palestina en Oriente Próximo (UNRWA).

## Fotoperiodismo
Antes de la guerra Israel-Gaza de 2023, las publicaciones en línea de Azaiza se centraban principalmente en fotografiar la vida cotidiana en Palestina. Aunque cubrió la guerra de Gaza de 2014 y el conflicto palestino-israelí de 2021, su cuenta no ganó terreno. Si bien muchas grandes corporaciones de medios han enviado reporteros a Israel para cubrir los ataques de Hamás y sus consecuencias, pocos periodistas extranjeros están en Gaza para documentar e informar, ya que Israel y Egipto, que controlan el acceso, les han negado el acceso. Esto ha provocado que periodistas como Azaiza sean figuras clave en la información procedente de la Franja de Gaza.
A principios de octubre de 2023, Azaiza contaba con unos 25.000 seguidores en Instagram; esto aumentó a un millón el 17 de octubre, nueve millones el 30 de octubre, 12,5 millones el 3 de noviembre,y trece millones el 7 de noviembre. El 13 de octubre, la cuenta de Instagram de Azaiza fue restringida y el acceso se restableció al día siguiente.
En noviembre de 2023, la revista GQ Middle East lo nombró Hombre del Año, y el editor Ahmad Ali Swaid afirmó que "él nos recuerda que no importa quiénes seamos o de dónde venimos, somos nosotros ―gente común, hombres y mujeres― quienes tenemos el poder de implementar ese mismo cambio que queremos ver".
En enero de 2024, Azaiza anunció a través de Instagram que había evacuado la Franja de Gaza a través de un avión militar de Catar.

## Vida personal
Al menos quince familiares de Azaiza murieron en un ataque aéreo israelí contra el campo de refugiados de Deir al-Balah el 11 de octubre de 2023.